# Тип 74 (танк)
Тип-74 (на японски: ななよんしきせんしゃ) е основен боен танк на Японските сили за самоотбрана (ЯСС), както се нарича днес японската армия. Той е произвеждан от компанията Mitsubishi Heavy Industries в периода 1968 – 1989 година. Тип 74 заменя остарелия Тип 61 като ОБТ.

## Дизайн
През 1962 година дизайнерите на Мицубиши решават да проектират нов танк, тъй като японската армия не разполага с никакви тежки бронирани машини, способни да окажат съпротива на съветските танкове. Новата машина е съвкупност от различни елементи на чужди танкове. Такива са управляемото окачване на ОБТ-70, корпусът на Leopard 1 и британското оръдие L7. Местните добавки към дизайна включват въртяща се купола за наблюдение и устройство за автоматично зареждане на оръдието. Първите два прототипа са наречени STB-1 и са изпробвани през 1968 година.
През септември 1975 година започва серийното производство на Тип 74. През 1980 година са доставени 225 танка. Производството е прекратено през 1989 година, с общо 893 произведени танка.
Днес Тип 74 постепенно се извежда от експлоатация и се заменя с по-новия Тип 90.

## Модификации
След въвеждането си в експлоатация на танка е добавена апаратура за инфрачервено виждане, както и лазерни зрителни средства за командира. С времето обикновените снаряди се изтеглят от употреба и се заменят с бронебойни и взривни муниции.